# Echternacher Anzeiger
Echternacher Anzeiger fou una publicació periòdica luxemburguesa editada entre el 10 de maig de 1863 i 31 de desembre de 1940. Publicada dues vegades a la setmana a la localitat d'Echternach, el seu primer editor va ser Dominik Burg, succeït pel seu fill Joseph Burg i, llavors, pel net Joseph Burg. Tenia un petit nombre de lectors —el 1865, unes 160 còpies— i principalment es va nodrir d'articles que ja s'havien publicat en altres mitjans. Amb el temps, va voler créixer més enllà del seu àmbit local, i fins i tot més enllà de les fronteres luxemburgueses, com ho demostra el seu subtítol: "un diari nacional. Un òrgan per al Gran Ducat de Luxemburg i les àrees veïnes".